# Watara Supervision
Watara Supervision — 8-битная портативная игровая система четвёртого поколения, выпущенная гонконгской компанией Watara в 1992 году. Была выпущена по лицензии многими компаниями в США и странах Европы под несколько другими названиями.

## Модельный ряд

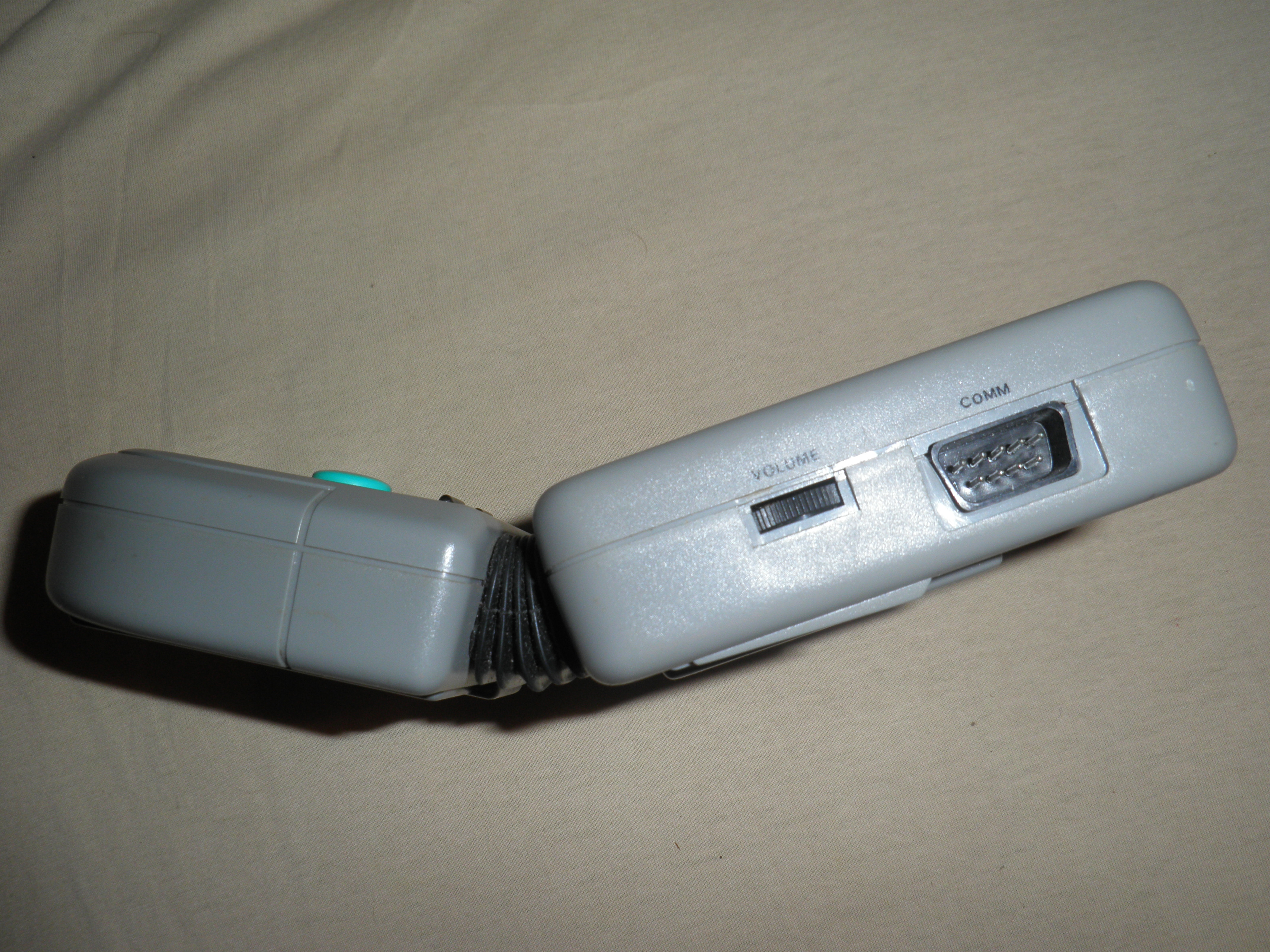
Стандартная модель, вид сбоку в согнутом состоянии. Виден порт D-sub

Оригинальная версия Supervision появилась в 1992 году и внешним видом напоминала популярный в то время Game Boy — прямоугольный вертикальный корпус с крестовиной, двумя расположенными по диагонали круглыми кнопками управления (А и В) и двумя вытянутыми узкими кнопками select и start/pause. Данная модель состояла из двух частей — экран и разъём для картриджа сверху и кнопки управления снизу. При желании можно было менять положение верхней части относительно нижней, сгибая её под небольшим углом. Такая версия была выпущена также компанией Tai-Kerr в Гонконге и Китае (Tai-Kerr Boy), в Дании компанией Vini Spil (Vini Supervision), компанией Quickshot в Великобритании (под названием Quickshot Supervision), компанией Hartung в Германии и Голландии (Hartung Supervision) и компанией Audiosonic (Audio Sonic Supervision) во Франции, Италии и ряде других стран Европы.
Другая модель консоли — GB-2000, более похожая внешне на Game Boy, была выпущена компаниями Audiosonic, Vini Spil и самой Watara. Третья модель — 9600, с похожим на GB-2000 корпусом, но сглаженными краями, была выпущена компаниями Magnus и Videojet. Эта модель была доступна в трёх цветовых вариантах — белая, синяя и жёлтая.

## Устройство

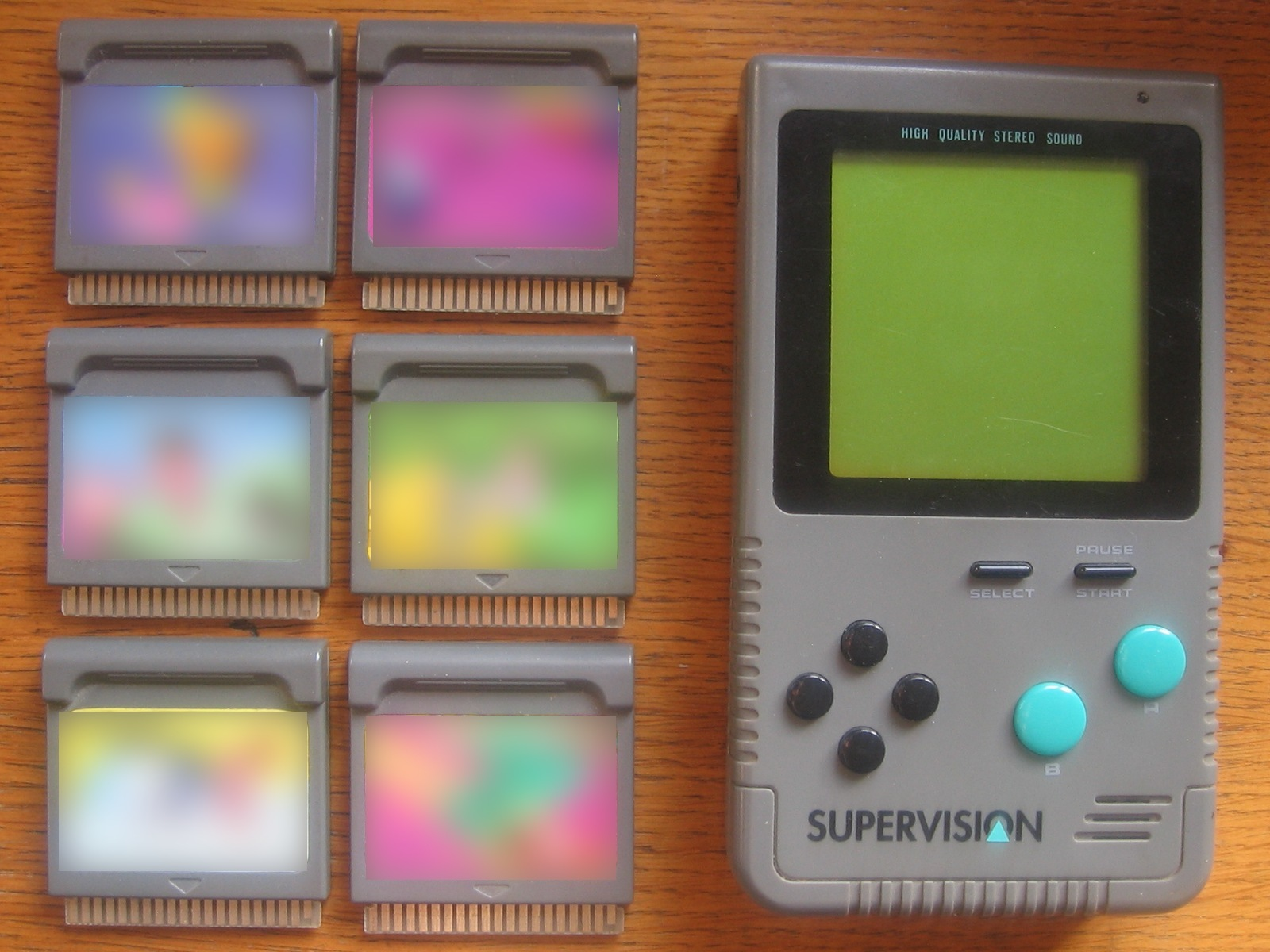
Вторая модель

Supervision была для своего времени достаточно продвинутой в технической части. В качестве процессора использовался 8-битный 65C02 процессор, работающий на тактовой частоте 4 МГц. Экран размером 6,1×6,1 см с разрешением 160×160 пикселей, монохромный, отображающий 4 оттенка серого LCD-дисплей. Работало всё это от 4 батареек AA или 6-вольтного AC/DC адаптера. На корпусе консоли располагались разъёмы для картриджа, наушников, адаптера и D-subminiature для подсоединения второй консоли и игры вдвоём. Кроме того, справа находился регулятор громкости, а слева — контраста экрана.
Единственным выпущенным к Supervision устройством является TV Link — с помощью которого можно было подключать консоль к телевизору, как игровую приставку. В комплекте с Supervision поставлялась игра Crystball (клон Арканоида), 4 батарейки и наушники.

## Технические характеристики
| Процессор         | 8-битный 65C02                                               |
| Тактовая частота  | 4МГц                                                         |
| Размер экрана     | 6,1 × 6,1 см LCD                                             |
| Разрешение экрана | 160 x 160 пикселей                                           |
| Звук              | 2 канала и Пьезо-пищалка                                     |
| Управление        | крестовина, 2 кнопки управления, кнопки select и start/pause |
| Источник энергии  | 4 батарейки AA или 6В AC/DC адаптер                          |

## Продажи
Несмотря на техническое преимущество перед Game Boy и более низкие цены ($50 сама консоль и от $8.95 до $14.95 за картридж), популярной Watara Supervision не стала. Не в последнюю очередь из-за невысокого количества и разнообразия игр. Даже при поддержке сторонних разработчиков к ней было выпущено всего около 70 игр, без особенных хитов. Таким образом, продажи Supervision были прекращены уже в 1996 году.

## Игры
К Watara Supervision была выпущена 71 игра, большая часть из них — самой компанией Watara, однако, были и сторонние компании-разработчики, например: Travellmate, Bon Treasure, GTC Inc., Thin Chen Enterprise (Sachen), Hartung.

Кадр из игры 1992 года Jacky Lucky

- 2-in-1 (Blockbuster / Cross High)
- 2-in-1 (Hash Blocks / Eagle Plan)
- 3-in-1 Classic Casino
- 4-in-1 Cave Wonders
- 4-in-1 Lucky Jacky
- Alien
- Balloon Fight
- Block Buster
- Box Carrier
- Brain Power
- Bubble World
- Carrier
- Cave Wonders
- Challenger Tank
- Chimera
- Chinese Checkers
- Climber
- Crystball
- Dancing Block
- Delta Hero
- Devil Paradise
- Dream World
- Eagle Plan
- Earth Defender
- Fatal Craft
- Final Combat
- Galactic Crusader
- Galaxy Fighter
- Grand Prix
- Happy Pairs
- Happy Race
- Hash Blocks
- Hero Hawk
- Hero Kid
- Honey Bee
- Jacky Lucky
- Jade Legend
- Jaguar Bomber
- John Adventure
- Journey to the West
- Juggler
- Kabi-Island
- Kitchen War
- Kung-Fu Street
- Linear Racing
- Ma Jong
- Magincross
- Matta Blatta
- Olympic Trials
- P-52 Sea Battle
- Pacboy And Mouse
- Pacific Battle
- Penguin Hideout
- Police Bust
- Popo Team
- Pyramid
- Recycle Design
- Scaffolder
- Soccer Champion
- Sonny X’Press
- Space Fighter
- Sssnake
- Super Block
- Super Kong
- Super Pang
- Tasac 2010
- Tennis Pro '92
- Thunder Shooting
- Treasure Hunter
- Untouchable
- Witty Cat